# Archibald Campbell, 3. vévoda z Argyllu
Archibald Campbell, 3. vévoda z Argyllu (Archibald Campbell, 3rd Duke of Argyll, 3rd Marquess of Kintyre and of Lorne, 3rd Earl of Campbell and of Cowall, 1st Earl of Ilay, 1st Viscount Ilay, 3rd Baron Inverary, Mull, Morvern and Tirie, 1st Baron Oransay, Dunoon and Arase) (1. června 1682, Ham House, Anglie – 15. dubna 1761, Londýn, Anglie) byl britský a skotský státník a právník. Pocházel z významné skotské rodiny Campbellů, ve Skotsku zastával od mládí řadu vysokých funkcí převážně v justiční sféře. V roce 1743 po starším bratru Johnovi zdědil titul vévody z Argyllu.

## Životopis

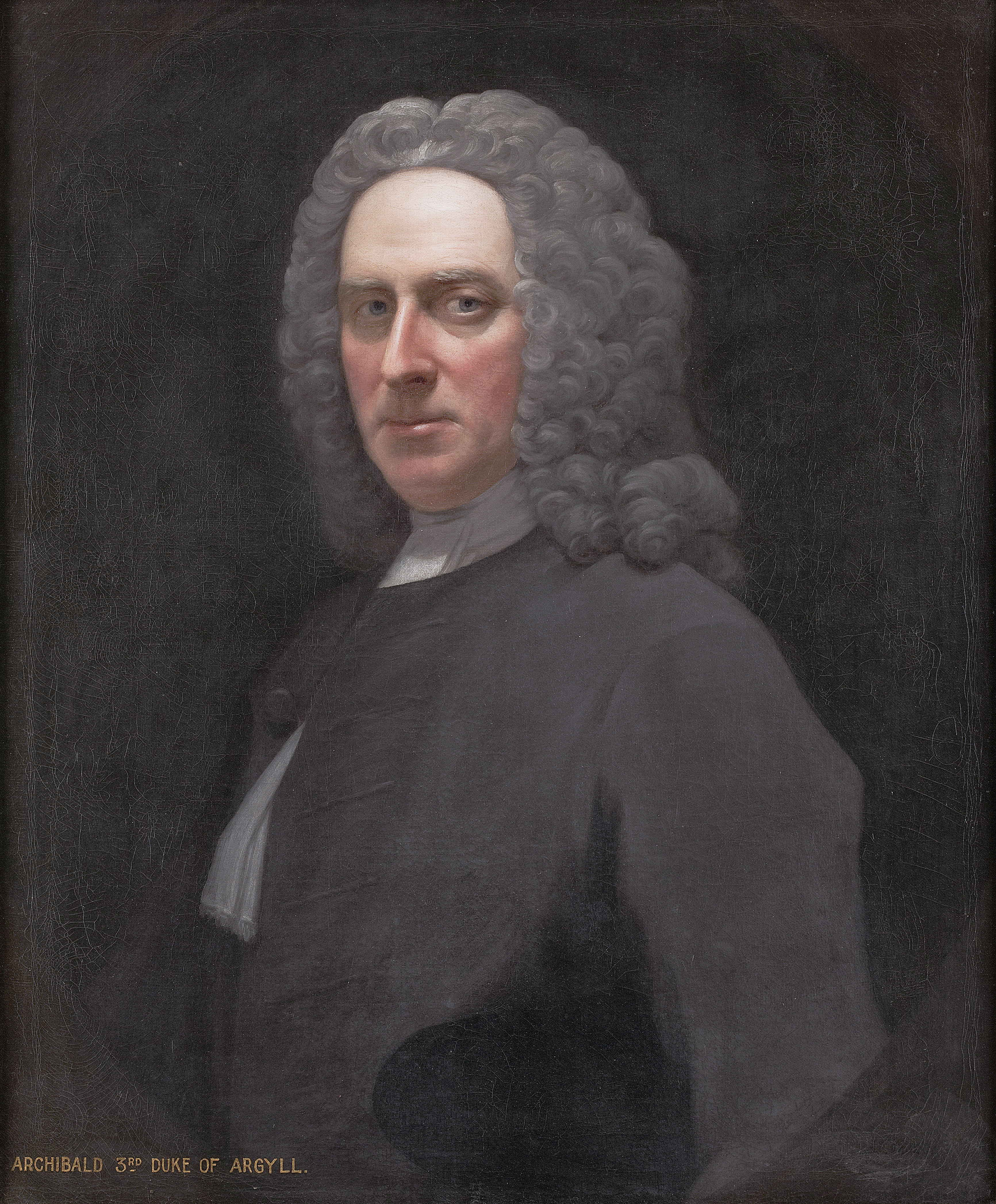
Archibald Campbell, 3. vévoda z Argyllu (1748)

Narodil se v londýnském paláci Ham House vévody z Lauderdale jako mladší syn 1. vévody z Argyllu a jeho manželky Elizabeth Tollemache (1659-1735), sestry 3. hraběte z Dysartu. Studoval v Etonu a na univerzitě v Glasgow, poté absolvoval kavalírskou cestu, během níž si doplnil vzdělání v Utrechtu. Od mládí se angažoval ve veřejném dění ve Skotsku, v letech 1705-1706 byl skotským lordem pokladu, za svou účast na sjednání anglicko-skotské unie získal v roce 1706 titul hraběte z Ilay. V letech 1707-1713 a 1715-1761 byl reprezentantem skotských peerů v britské Sněmovně lordů, od roku 1711 byl členem Tajné rady. Ve správě Skotska zastával převážně vysoké funkce v justici (lord sudí nejvyššího soudu 1708-1761, lord strážce tajné pečeti ve Skotsku 1721-1733, lord strážce velké státní pečeti ve Skotsku 1733-1761), mimoto v roce 1710 získal doživotní hodnost Lord Justice General. Později zastával také místodržitelské úřady v několika skotských hrabstvích (Midlothian 1715-1761, Haddington 1733-1761, Argyll 1744-1761). Po starším bratrovi zdědil v roce 1743 titul vévody z Argyllu (do té doby byl známý pod jménem Lord Ilay) a převzal také post viceadmirála pro západní pobřeží Skotska (1743-1761).
Vynikl jako výrazná osobnost politiky a justiční správy ve Skotsku, na rozdíl od staršího bratra ale netrval tolik na skotském patriotismu. Z titulu svých funkcí se zasloužil o rozvoj obchodu, průmyslu a školství ve Skotsku, podílel se na založení Royal Bank of Scotland. Měl řadu kulturních zájmů, vybudoval rozsáhlou knihovnu a jako dědic titulu vévody se zasloužil o přestavbu rodového sídla Inveraray Castle.
Zanechal pouze nelegitimní potomstvo a titul vévody z Argyllu přešel na vzdáleného bratrance Johna (1693-1770).